# لیبی ۱۲۶۸
سیارک ۱۲۶۸ (به انگلیسی: 1268 Libya، نامگذاری:1930HJ) هزار و دویست و شصت و هشتمین سیارک کشف شده‌است که در ۲۹ آوریل ۱۹۳۰ کشف شد.
قدر مطلق سیارک برابر ۹٫۱۲ است.